# Flacksee
Der Flacksee ist ein See bei Gellin im Landkreis Vorpommern-Greifswald in Mecklenburg-Vorpommern.
Das etwa 2,5 Hektar große Gewässer befindet sich im Gemeindegebiet von Ramin, zwei Kilometer südöstlich vom Ortszentrum in Gellin entfernt. Der See hat keine natürlichen Ab- oder Zuflüsse. Die maximale Ausdehnung des Flacksees beträgt etwa 210 mal 160 Meter.